# Ján Capko
Ján Capko, magyarosan: Capko János (Znióváralja, 1846. szeptember 9. – Znióváralja, 1867. augusztus 18.) szlovák jogász, költő.

## Élete
Ján Capko és Johana Točková fia. Mint Čulennek besztercebányai tanítványa és pozsonyi jogász szülővárosában és vidékén élénk társadalmi és nemzetiségi életet keltett.

## Művei
- Sirôtky. Básne Jana Mil. Capka Zniovského. Beszterczebánya, 1867 (Árványkák. Capko költeményei, kiadta Sytniansky András.)

Cikkei és költeményei aláírásánál Zniovsky Milosláv álnevet használt.